# Nadwiślański Zakład Transportu Kolejowego
Firma Nadwiślański Zakład Transportu Kolejowego Sp. z o.o. [nadvišlaňski zakuad] (VKM: NZTK, česky Poviselský podnik železniční dopravy) byl polský železniční dopravce. Původním sídlem firmy bylo město Bieruń, později společnost sídlila ve Wole nedaleko Osvětimi.

## Historie
Společnosti vznikla v roce 1995 v rámci restrukturalizace černouhelných dolů Czeczott, Silesia, Ziemowit a Siersza. Provozy povrchové železniční dopravy těchto dolů byly vyčleněny a centralizovány do jedné firmy s názvem Nadwiślański Zakład Górniczego Transportu Kolejowego. V té době byla majitelem firmy důlní společnost Nadwiślańska Spółka Węglowa.
V roce 2003 pak byla firma prodána velkým dopravcům PTKiGK Rybnik a PTKiGK Zabrze a stala se tak – společně se svými vlastníky a firmou Kopalnia Piasku Kuźnica Warężyńska – součástí skupiny PTK. V souvislosti s touto majetkoprávní změnou se vypuštěním slova „Górniczy“ také změnil název firmy na současný. K 3. lednu 2011 společnost zanikla sloučením s mateřskou firmou DB Schenker Rail Polska.

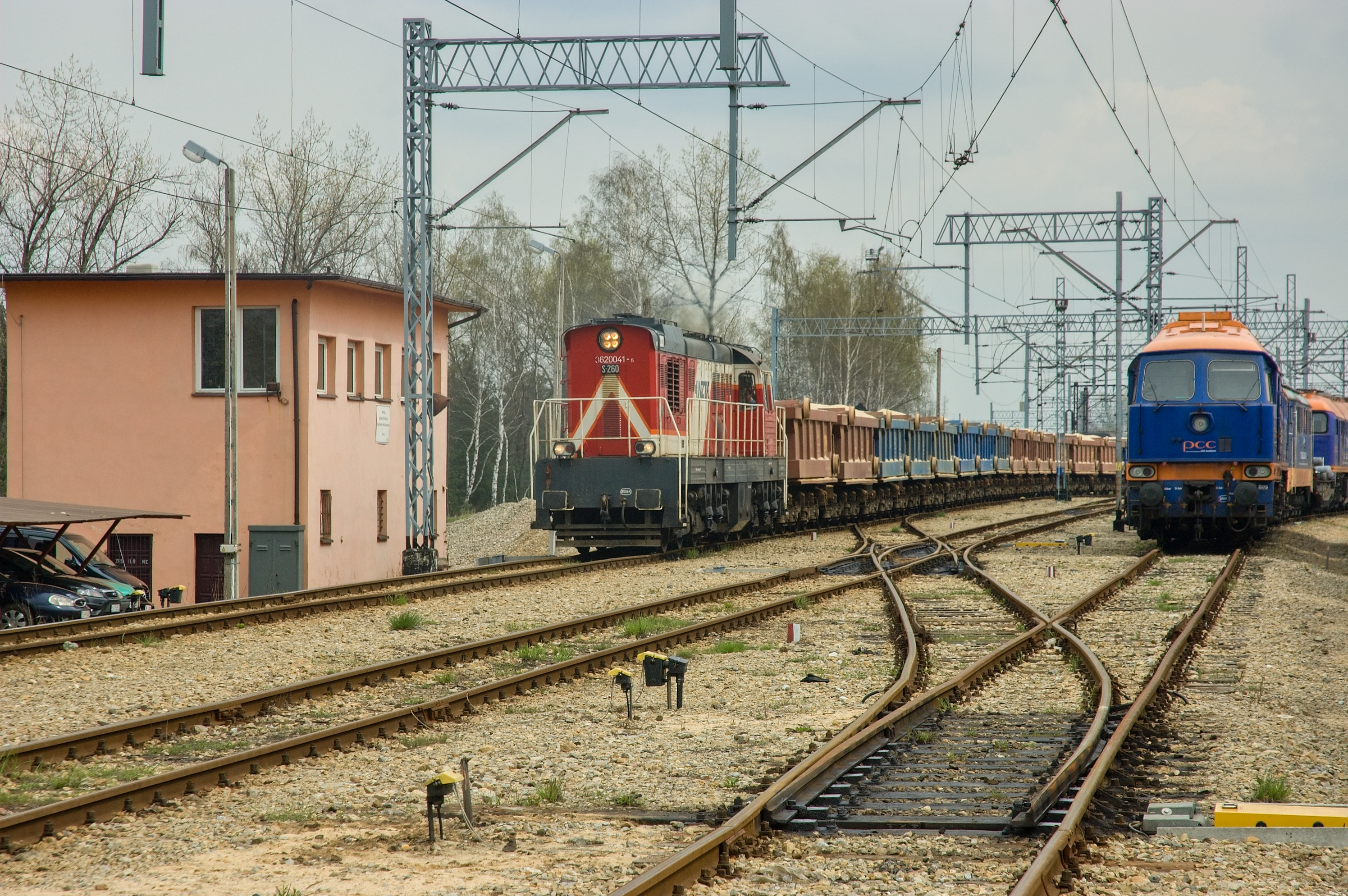
Pískový vlak s lokomotivou S-260 NZTK

## Činnost firmy
Od svého vzniku se firma zabývala především obsluhou vleček dolů svého tehdejšího vlastníka. Také samostatně zajišťovala dopravu uhlí a dalších hromadných substrátů na krátké vzdálenosti po rozsáhlé síti slezských pískových drah, neboť v té době ještě nebyl možný přístup jiných dopravců na síť státních drah.
V závěru roku 2003 firma získala licenci na provozování drážní dopravy a poté začala jezdit se svými vlaky i po síti PLK.Poté bylo možné spatřit uhelné vlaky této společnosti především ve východní části Slezského a západní části Malopolského vojvodství. Občas však vlaky NZTK jezdily i do vzdálenějších částí Polska.

## Park vozidel
Firma vlastnila 37 dieselových lokomotiv a 337 nákladních vagonů, především samovýsypných pro dopravu uhlí.
Lokomotivní park podle řad:
- motorové lokomotivy české výroby řad S-200 (obdoba české řady 770) – 14 ks
- motorové lokomotivy T448P (obdoba české řady 740) – 8 ks
- motorové lokomotivy SM31 – 2 ks
- motorové lokomotivy SM42 – 12 ks